# Bombardování divadla v Mariupolu
Letecký útok na divadlo v Mariupolu je válečný zločin spáchaný Ruskem 16. března 2022 v Mariupolu. V důsledku přímého zásahu leteckou pumou budovy Doněckého akademického oblastního činoherního divadla zahynulo přibližně 300 lidí, kteří tam hledali útočiště a kteří při bombardování během ruské vojenské agrese v roce 2022 přišli o vlastní domovy.

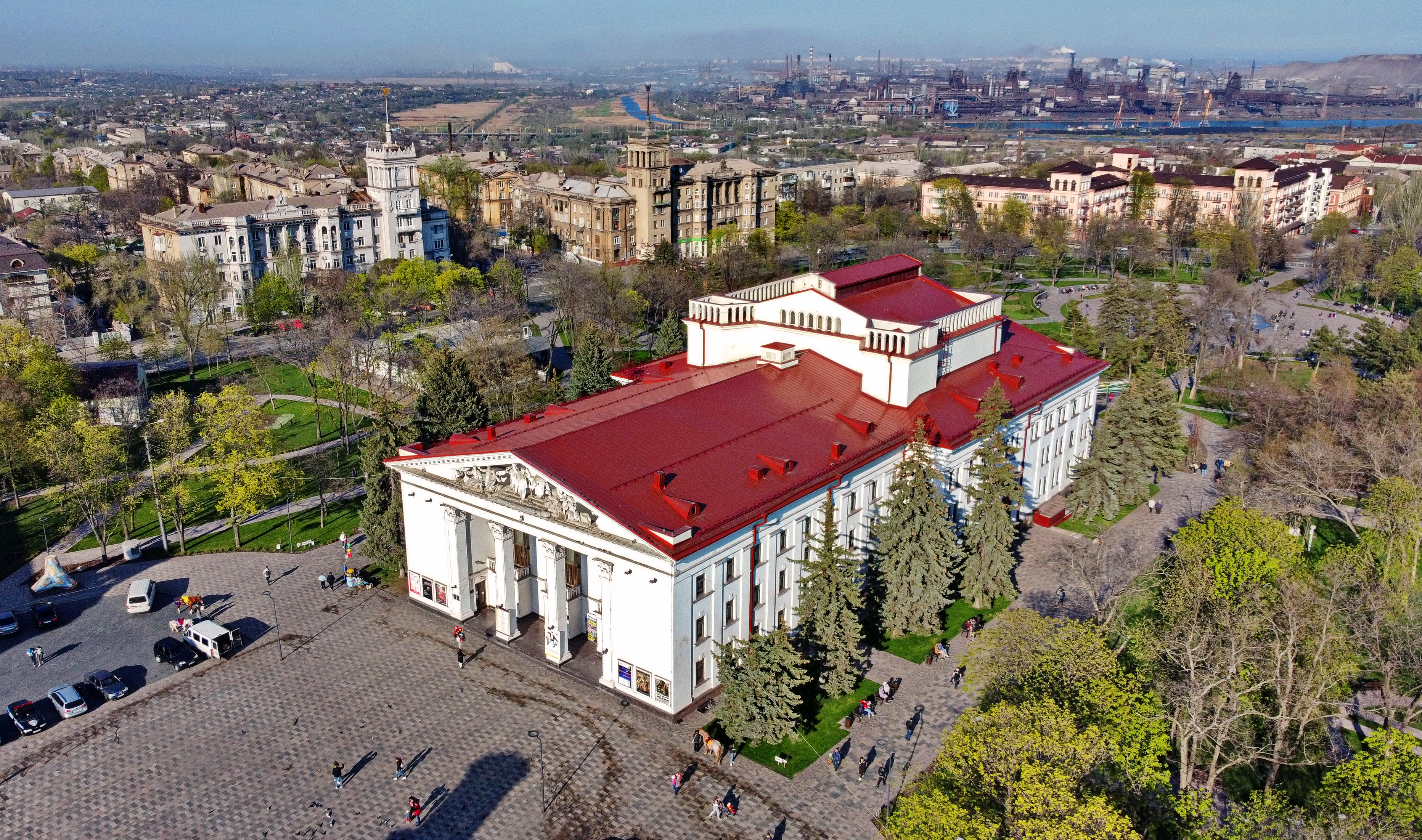
Divadlo roku 2021

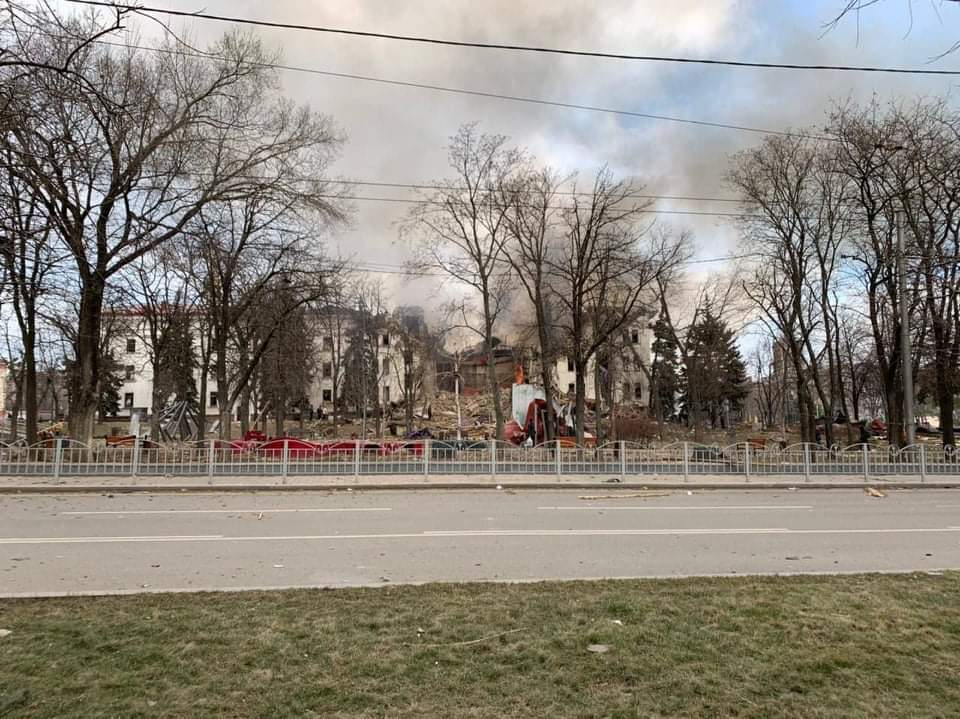
Divadlo po útoku

Divadlo přerušilo provoz 24. února 2022 kvůli ruské invazi na Ukrajinu. Během obléhání Mariupolu sloužilo jako útočiště a kryt pro obyvatele a uprchlíky z okolních vesnic, jejichž obydlí byla zničena ruskými nálety, především pro ženy a děti. Kolem 12. března byly na náměstí ze dvou stran budovy namalovány velké letecky viditelné nápisy "Děti" (rusky дети), které ji označovaly jako civilní zařízení.
Dopoledne 16. března 2022 bylo divadlo zničeno přímým zásahem laserem naváděné letecké pumy, pravděpodobně typu KAB-500L. Uvnitř se v době útoku mohlo nacházet 800 až 1 300 osob. Kryt v suterénu divadla zásah přežil, ale východ byl zničen. Záchranné operace byly ztíženy kvůli pokračujícím pouličním bojům a ostřelování. Záchranné týmy mohly odklízet trosky a vynášet lidi na povrch až během přerušení bojů. Do 18. března se podařilo z trosek vyprostit asi 130 lidí. Podle starosty Mariupolu Vadyma Bojčenka mohlo být 19. března v suterénu divadla ještě více než 1 000 lidí. Dne 25. března mariupolská radnice oznámila, že v důsledku bombardování divadla zahynulo přibližně 300 lidí.
Podle ukrajinského prezidenta Zelenského ruské ozbrojené síly bombardovaly divadlo záměrně, podobně jako jiné civilní cíle. Ukrajinský ministr obrany Oleksij Reznikov označil útok za akt genocidy a státního terorismu ze strany Ruska. Ministerstvo obrany Ruské federace popřelo, že by jeho síly zasáhly budovu, a obvinilo pluk Azov z jejího vyhození do vzduchu.